# Batista Campos
Batista Campos é um bairro, planejado e próspero da cidade de Belém do Pará. Tem como limites o bairro da Campina a noroeste, o bairro de Nazaré a norte e nordeste, o bairro da Cremação a leste, o bairro da Condor a sudeste e o bairro da Cidade Velha a sudoeste. 
O seu nome é em homenagem ao Cônego João Batista Gonçalves Campos (1782-1834), um dos inspiradores da Cabanagem. A maioria de suas ruas recebeu nomes de tribos indígenas, como Pariquis, Timbiras e Caripunas, situação semelhante ao vizinho bairro do Jurunas. Nele ainda fica situado um dos maiores shoppings centers de Belém, o Shopping Pátio Belém.
O crescimento vertical da Batista Campos que ainda existe em determinados pontos do bairro (já que é atualmente um dos locais mais valorizados da Grande Belém) muda os hábitos dos moradores. Apesar da expansão imobiliária que o bairro sofreu nos últimos anos, principalmente com o surgimento de espigões e prédios comerciais, Batista Campos ainda conserva vários casarões antigos, construídos nos séculos XIX e XX, resquícios históricos do bairro que ainda resistem ao processo de modernização da cidade.

## Pontos turísticos
- Centro Cultural e Turístico Tancredo Neves: o projeto é de autoria do arquiteto Euler Santos Arruda, com a colaboração dos arquitetos Edson Santos Arruda e Rafael Gonçalves. A obra foi iniciada no ano de 1978 e concluída em junho de 1986. A Fundação Cultural do Pará Tancredo Neves foi criada para ser um centro de debates e manifestações culturais.
- Igreja da Santíssima Trindade: idealizada por José Abranches, que tinha o desejo de construir uma igreja em honra a Santíssima Trindade, a permissão da construção da igreja foi concedida pelo 7° Bispo do Pará, a construção foi concluída em 1813.
- Cemitério da Soledade: tombado pelo IPHAN, foi Construído em 1850, quando epidemias de febre amarela, cólera e varíola dizimaram cerca de 30 mil pessoas, o cemitério foi desativado em 1880, pelo então presidente da Província do Pará, José Coelho da Gama e Abreu, que suspendeu os enterramentos no Soledade, este logradouro constitui um rico patrimônio histórico de importância nacional, não só pela sua história, mas também pelo acervo arquitetônico que abriga.
- Praça Batista Campos: concluída em 1904 no auge do ciclo da borracha em Belém, é cortada por lagos artificial e possuí várias pontes de madeira, coretos de ferro centenários e belos monumentos históricos, o local é cercado de restaurantes e quiosques.
- Praça Milton Trindade: ponto de referência da cultura e flora Amazônica é um importante espaço alternativo de lazer e repouso, atualmente a praça é um dos pontos turísticos mais bonitos e visitados da zona sul de Belém.
- Praça da Trindade: dividida em metades pela Rua Gama Abreu, homenageia o chanceler que negociou o Acre para o Brasil. Com belos espaços ajardinados, bancos e árvores, a praça tem um monumento em cada um de seus lados homenageando o jurista Rui Barbosa e o Barão do Rio Branco.